# Недонг
Недонг (тиб. སྣེ་གདོང་རྫོང, Вайли: sne gdong rdzong, кит. упр. 乃东县, пиньинь Nǎidōng xiàn, палл. Найдун сянь) — район городского подчинения городского округа Шаньнань, Тибетский автономный район, КНР.

## История
В 1960 году путём объединения двух тибетских дзонгов был образован уезд Недонг, вошедший в состав округа Шаньнань. В 2016 году округ Шаньнань был преобразован в городской округ, а Недонг стал в нём районом городского подчинения.

## Административное деление
Район делится на 2 посёлка и 5 волостей:
- Посёлок Дзетанг (泽当镇)
- Посёлок Тхрадруг (昌珠镇)
- Волость Гьерба (结巴乡)
- Волость Созуг (索珠乡)
- Волость Ярдой (亚堆乡)
- Волость Позанг (颇章乡)
- Волость Допозанг (多颇章乡)